# Markdown

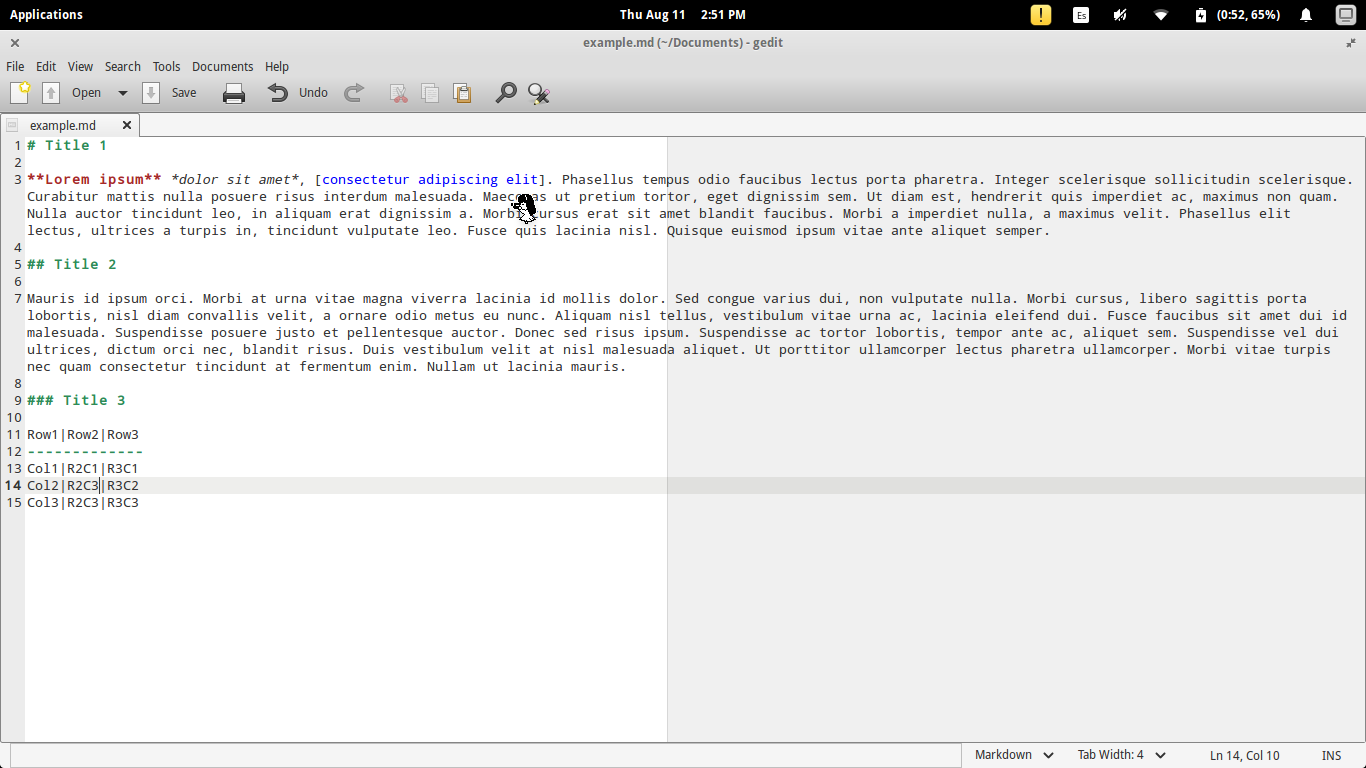
Markdown-syntax

Markdown är ett märkspråk för ren text som sedan kan konverteras till många olika format (pdf, HTML, wordfil). Syftet med markdown är att man enkelt ska kunna läsa och skriva läsbar ren text, men med möjligheten att sedan kunna konvertera texten till strukturerad, rik text. Syntaxen för att formatera texten för fet och kursiv stil, rubriker och punktlistor är förenklad jämfört med html-kod. Där man i html skriver <h1>Rubriktext</h1> med start- och sluttaggar, skrivs samma sak # Rubriktext med markdown-syntax.

## Utvecklingen
Det finns flera variationer av Markdown.
- CommonMark[1]
- Markdown Extra[2]
- Pandoc Markdown
- GitHub Flavored Markdown[3]
- Stack Overflow Flavored Markdown[4]